# Svazek obcí Mikroregionu Žulovska
Svazek obcí Mikroregionu Žulovska je dobrovolný svazek obcí podle zákona o obcích v okresu Jeseník, jeho sídlem jsou Skorošice a jeho cílem je vzájemně koordinovaný postup při provozování společných zájmů obcí mikroregionu v oblasti dotační politiky státu a Evropské unie. Dále pak zaměstnanosti, vzdělanosti, ochrany životního prostředí, podpory rozvoje malého a středního podnikání nebo cestovního ruchu. Sdružuje celkem 8 obcí a byl založen v roce 2003.

## Obce sdružené v mikroregionu
- Černá Voda
- Kobylá nad Vidnavkou
- Skorošice
- Stará Červená Voda
- Vápenná
- Velká Kraš
- Vidnava
- Žulová